# Helen (Virginia Occidental)
Helen es un lugar designado por el censo ubicado en el condado de Raleigh en el estado estadounidense de Virginia Occidental. En el Censo de 2010 tenía una población de 219 habitantes y una densidad poblacional de 355,28 personas por km².

## Geografía
Helen se encuentra ubicado en las coordenadas 37°38′15″N 81°18′47″O / 37.63750, -81.31306. Según la Oficina del Censo de los Estados Unidos, Helen tiene una superficie total de 0.62 km², de la cual 0.62 km² corresponden a tierra firme y (0%) 0 km² es agua.

## Demografía
Según el censo de 2010, había 219 personas residiendo en Helen. La densidad de población era de 355,28 hab./km². De los 219 habitantes, Helen estaba compuesto por el 98.63% blancos, el 0% eran afroamericanos, el 0% eran amerindios, el 0% eran asiáticos, el 0% eran isleños del Pacífico, el 0.46% eran de otras razas y el 0.91% pertenecían a dos o más razas. Del total de la población el 0% eran hispanos o latinos de cualquier raza.